# Coup de poing en contre croisé
Le coup de poing en contre croisé consiste à utiliser le bras adverse comme une glissière pour délivrer une attaque dans l’attaque adverse. Le coup est délivré lors du déclenchement adverse et avec une inclinaison latérale du buste (désaxage) ; cela pour éviter d’être atteint dans l’axe par le poing adverse.

C’est une arme redoutable en combat et appartient généralement aux combattants expérimentés.

## Enboxe
En anglais, on le nomme cross-counter, littéralement « contre croisé ». 
En boxe, c’est généralement un coup de poing direct long et plongeant (overcut ou « cross-over »). C’est un coup magistral d’anticipation donné en général sur une attaque en coup de poing direct du bras avant (jab) adverse.

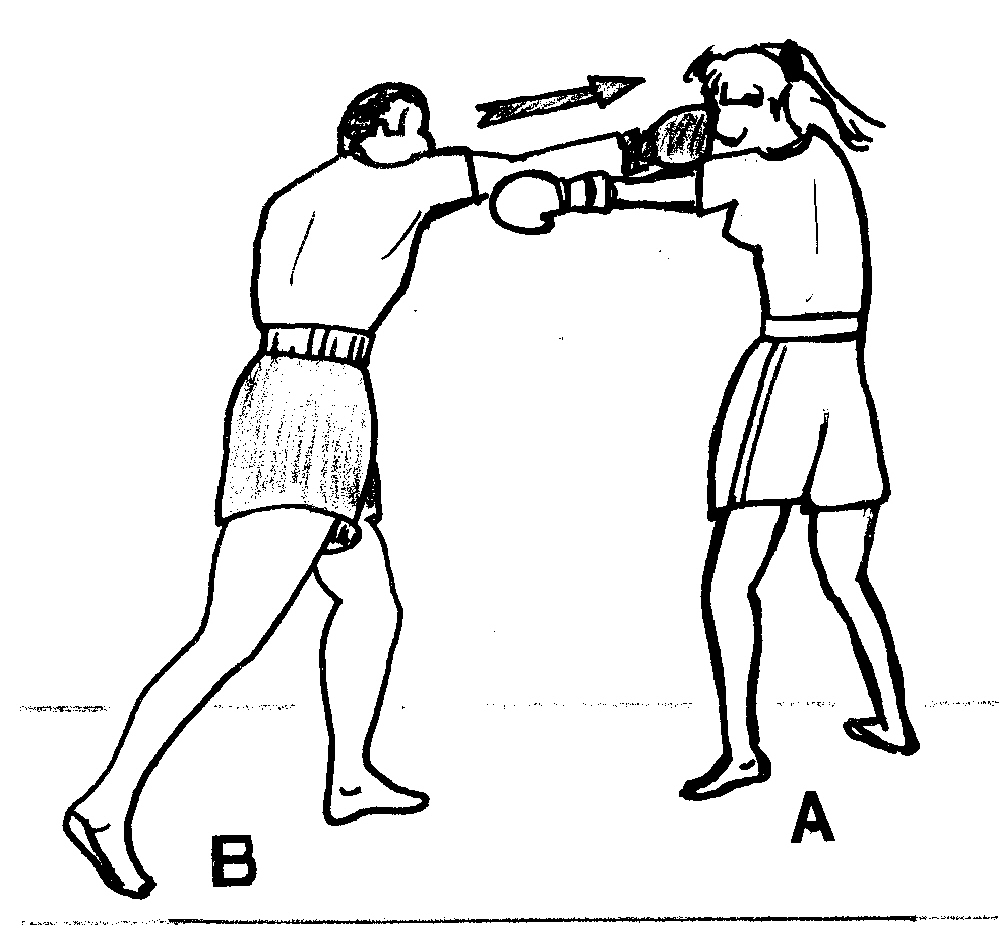
Contre en direct du bras arrière sur une attaque en jab
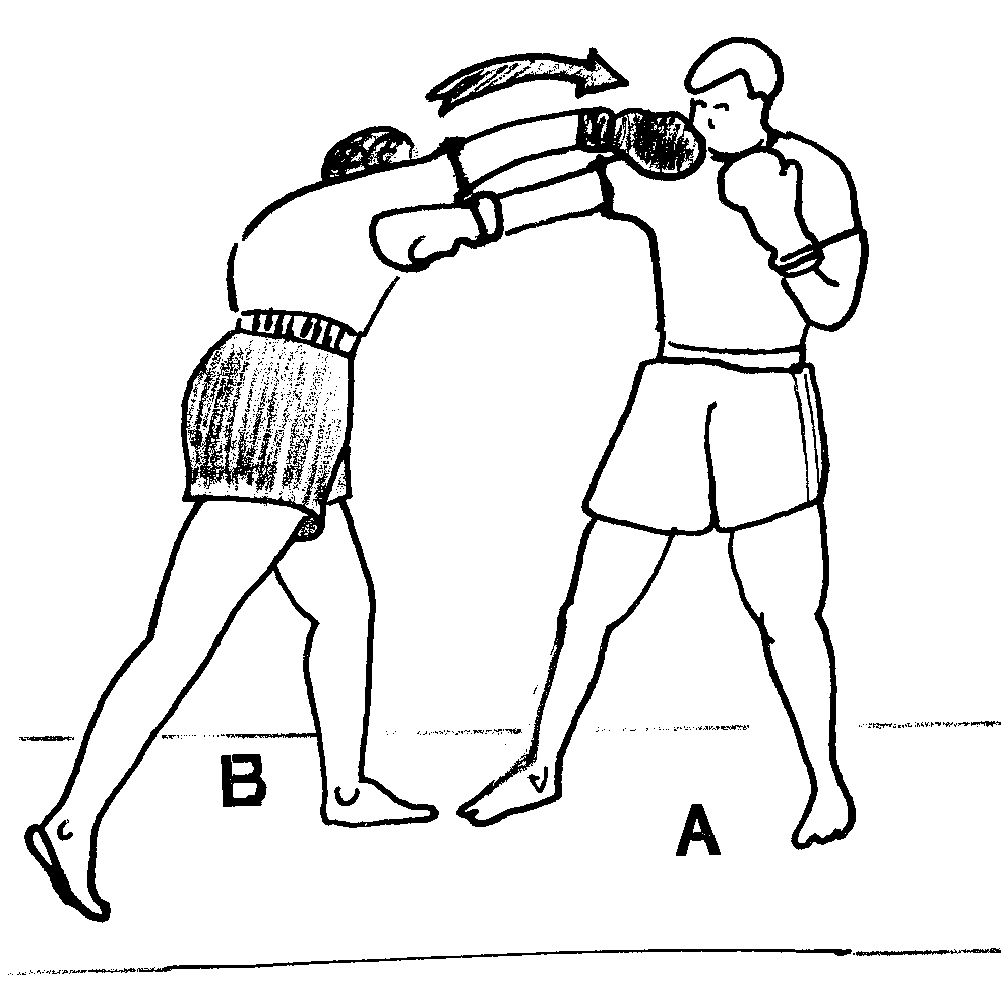
Cross plongeant du bras arrière sur une attaque en jab d’un adversaire en « fausse-garde »

## Sources
- Georges Blanchet, Boxe et sports de combat en éducation physique, Ed. Chiron, Paris, 1947
- Alain Delmas, 1. Lexique de la boxe et des autres boxes (Document fédéral de formation d’entraîneur), Aix-en-Provence, 1981-2005 – 2. Lexique de combatique (Document fédéral de formation d’entraîneur), Toulouse, 1975-1980.
- Jack Dempsey, Championship fighting, Ed. Jack Cuddy, 1950
- Gabrielle & Roland Habersetzer, Encyclopédie des arts martiaux de l'Extrême-Orient, Ed. Amphora, Paris, 2000
- Louis Lerda, J.C. Casteyre, Sachons boxer, Ed. Vigot, Paris, 1944
- Marcel Petit, Boxe : technique et entraînement, Paris, Ed. Amphora, Paris, 1972